# Jean Alaux
Jean Alaux, bekend als "de Romein" (Bordeaux, 1786 - Parijs, 1864) was een Franse historieschilder en directeur van de Franse Academie in Rome van 1846–52.

## Biografie

### Familie
Jean Alaux werd geboren in een kunstenaarsfamilie: Hij was de zoon van schilder Pierre-Joseph Alaux en Marie-Rose Gras-Lasalle, en de broer van schilders Jean-Pierre Alaux (ook bekend als Ozou) en Jean-Paul Alaux (bekend als Gentil).

### Carrière
Jean Alaux kreeg zijn eerste kunstlessen van zijn vader, maar werd toegelaten tot de School voor Schone Kunsten in Bordeaux waar hij leerling werd van Pierre Lacour. Later ging hij naar de École des Beaux-Arts in Parijs, was hij een leerling was van Pierre-Narcisse Guérin en medestudent van Horace Vernet. Nadat hij in 1814 de tweede plaats voor de Prix de Rome won, behaalde hij in 1815 de eerste plaats in de Prix de Rome met Briseis rouwt om het lichaam van Patroclus in de tent van Achilles. Alaux verblijft van 1817 tot 1821 als inwoner van de Villa Medici, waar hij bevriend raakt met Ingres: in 1818 maakt deze laatste twee potloodportretten van hem, terwijl Alaux L'atelier d'Ingres schildert, een van zijn beroemdste werken.
Als historiekunstschilder geniet hij een brede artistieke en institutionele erkenning. Hij exposeerde vanaf 1824 op de Salon in Parijs, waar hij een 1e klas medaille behaalde vanaf de eerste deelname. Benoemd tot ridder van het Legioen van Eer in 1828, werd hij gepromoveerd tot de rang van officier van dezelfde orde in 1841. Directeur van de Franse Academie in Rome van 1846 tot 1852, werd hij in 1851 verkozen tot lid van de Académie des beaux-arts.
Onder de Julimonarchie werd Alaux de favoriete schilder van koning Louis-Philippe. Deze laatste vertrouwde hem de gehele versiering van de Algemene Hal van het Paleis van Versailles toe. Alaux nam ook deel aan de decoratie van de Galerie des Batailles waarvoor hij De slag van Villaciosa (1836), De prijs van Valenciennes (1837) en De slag bij Denain (1839) schilderde. In 1854 koos Napoleon III hem voor de decoratie van de grote koepel van het Paleis van de Senaat, met het thema van de verheerlijking van Napoleon I. Alaux was belast met de restauratie van de fresco's van de Rosso in de Galerie François I in het Château de Fontainebleau in 1858, evenals die van de Primatice in de Galerie Henri II.

## Galerij

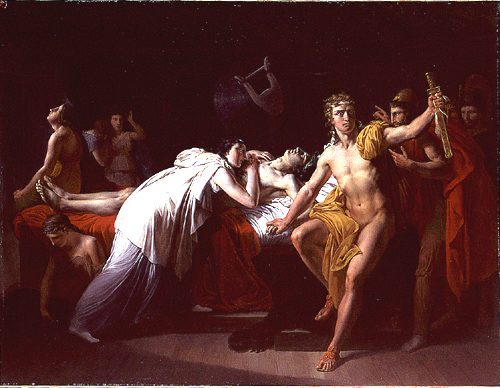
Briséis pleurant Patrocle (Briseis rouwt om het lichaam van Patroclus), 1815, École nationale supérieure des Beaux-Arts, Parijs.
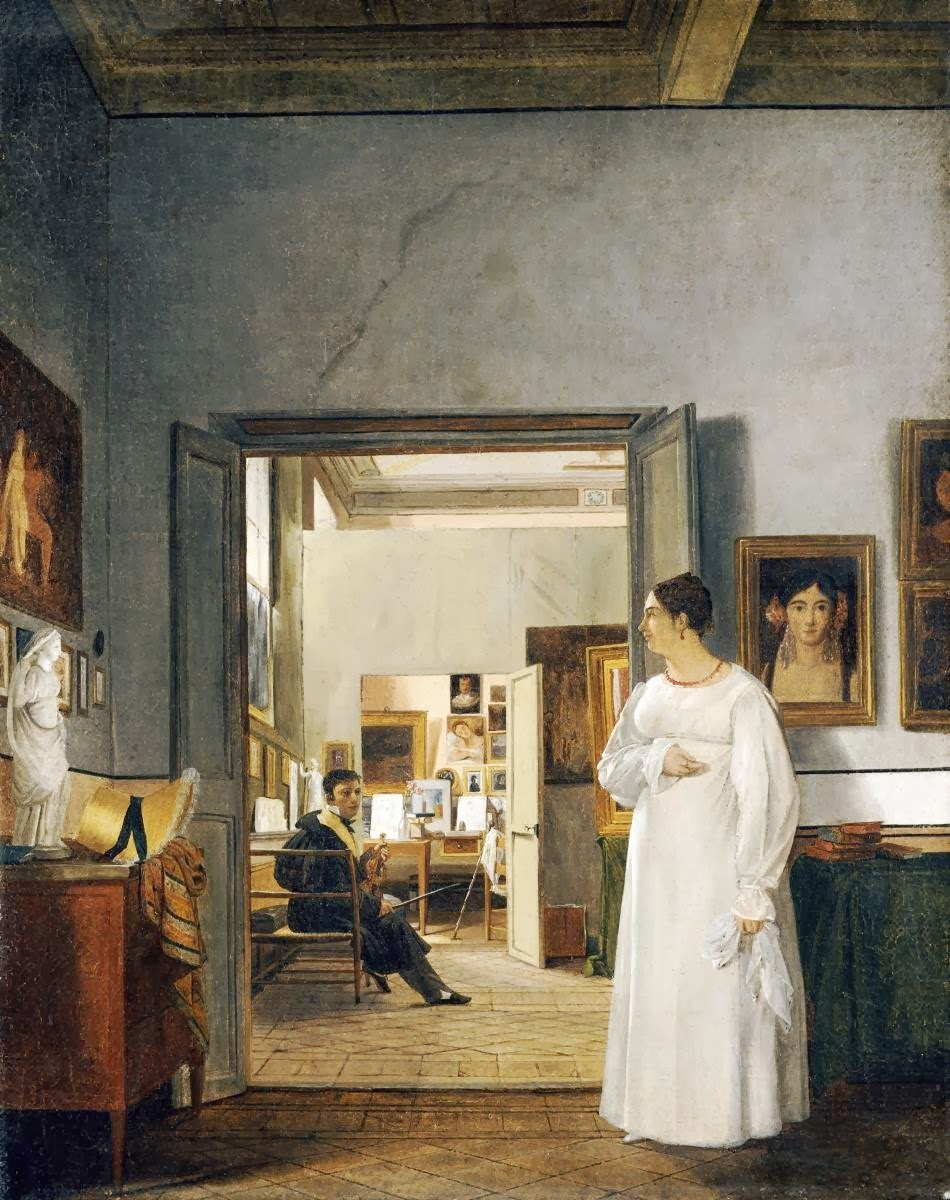
L'atelier d'Ingres (Het Atelier van Ingres) 1818, Musée Ingres Bourdelle, Montauban.
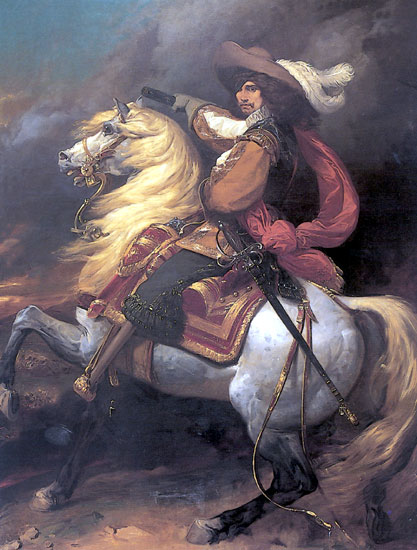
Portrait de Josias Rantzau (Portret van Josias Rantzau), 1834, Musée des Beaux-Arts de Strasbourg.
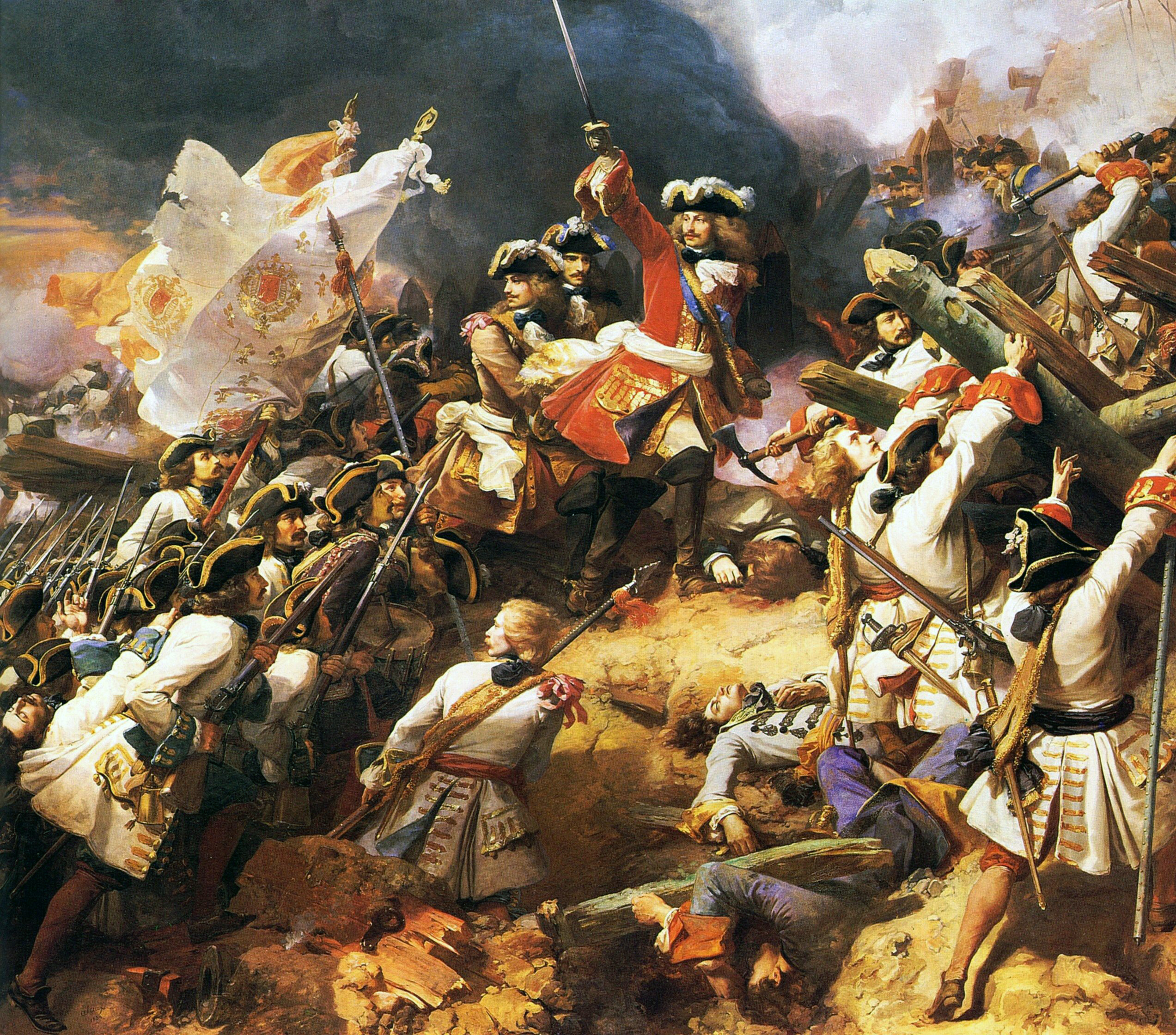
La Bataille de Denain (De Slag bij Denain), 1839, Paleis van Versailles.
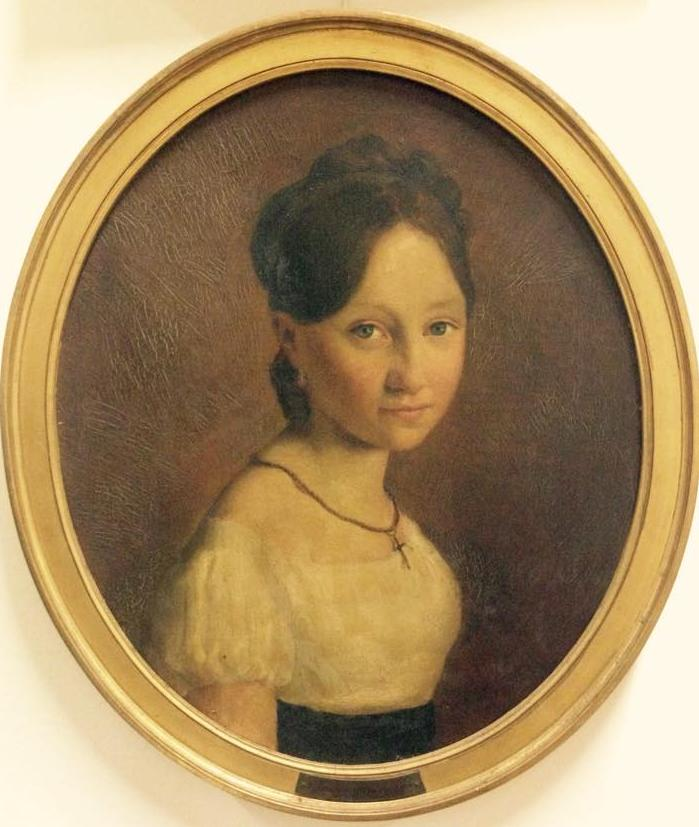
Portret van Marie-Pauline Laurent, Museum voor Decoratieve Kunsten van Bordeaux

Château de Versailles, galerie des batailles : 
- La Bataille de Villaciosa (1836)
- La Prise de Valenciennes (1837)
- La Bataille de Denain (1839)

Musée des Arts décoratifs et du Design, Bordeaux : 
- Portrait de Joseph et Pierre-François Roubeau -  Inv.58.1.371
- Portrait de Monsieur Clouzet ainé (1830) - Inv. 58.1.415
- Vue de Castellamare - Inv. 58.1.860
- Vue d'Italie - Inv. 58.1.861
- Portrait de Pierre François Roubeau et de sa femme - Inv.58.1.983
- Portrait de Joseph Roubeau et de sa fille - Inv. 58.1.984
- Portrait d'Edouard Gaudart (1823) - Inv. 58.1.2588
- Portrait d'homme (1836) - Inv. 58.1.4139
- Portrait de Jules Jullien  - Inv. 58.1.9092
- Portrait de Pauline Laurent - Inv. 58.1.899

Musée des Beaux-Arts, Bordeaux :
- Portrait de Madame Léon Fourcand (1830)
- Intérieur d'un temple avec figures en prières devant un autel (1831)
- Portrait du sculpteur Roman (1829)
- Diane et l'Amour
- Le Jugement de Pâris (1839)
- Le Xanthe
- Une jeune druidesse
- Vue de Bordeaux, prise entre la caserne Saint-Raphaël et l'église Sainte-Eulalie, exposée au Salon Parisien de 1831

Musée Ingres Bourdelle, Montauban :
- L'atelier d'Ingres à Rome (1818)

Musée Magnin, Dijon :
- "La cascade de Tivoli"

## Aantekeningen en referenties
1. ↑  Bertrand Auschitzky, Chronique familiale des Alaux, génération 2, 1b. Gearchiveerd op 23 mei 2023.
2. ↑  Bénézit. Gründ (1999).

- Bibliothèque nationale de France: cb136160813 (data)
- Gemeinsame Normdatei: 13006792X
- International Standard Name Identifier: 0000 0000 6654 3869
- Library of Congress Control Number: nr89016542
- Base Léonore: LH//14/6
- RKD-Nederlands Instituut voor Kunstgeschiedenis: 856
- Istituto Centrale per il Catalogo Unico: NAPV162658
- Système universitaire de documentation: 162362633
- Union List of Artist Names: 500018163
- Virtual International Authority File: 42015452
- WorldCat: E39PBJfGXwVd8GWpKQFKhPkxDq